# Japan Anthropology Workshop
　Japan Anthropology Workshop（国際日本社会人類学会, 略称：JAWS学会）は、日本人類学の分野を促進するための国際的な学術団体である。現在20か国以上から、約300人の会員が所属している。
　JAWS学会は18か月ごと学会を開催し、2回に一度はヨーロッパ日本研究協会と共同開催をしている。他にも、小規模なワークショップやセミナーを開催している。またラウトレッジと連携し、日本人類学に関する厳選された著作を出版している。

## 歴史
The Japan Anthropology Workshop（日本語名称：国際日本社会人類学会　略称：JAWS学会）は日本に関する人類学への国際的関心が高まる中で始まった。自身の専門領域に貢献する可能性のある国として日本に焦点を当てる人類学者と、人類学的アプローチが自身の研究領域にもたらす見識を高く評価する日本研究を専門にする研究者による関心が契機である。JAWSの設立は1982年にオランダのハーグで開催されたヨーロッパ日本研究協会の学会で考案され、その後、ジョイ・ヘンドリーがブライアン・モーラン、アルネ・ロックム、アーサー・ストックウィンと共にオックスフォードにおけるthe Nissan Institute for Japanese Studies（日産日本研究所）にて設立のための会議を設けたことがはじまりである。アーサーは日産が会の創設に対して経済的支援をしてくれるよう取り計らい、JAWSの最初のワークショップが1984年3月に開催された。それはまさに、拡大しつつありながらも孤立していた日本研究者の層が集い、意見を交換するための場所が必要であると認識された時期であり、そこで正式にJAWSは設立された。当時、日本語名称は「日本の人類学研究会」であった。
　吉田禎吾が最初の日本の名誉代表となり、ジョイ・ヘンドリーが最初の10年間、JAWS学会の書記を務めた。その後、ロジャー・グッドマンが1993年から1999年まで書記を引き継ぎ、ヤン・ヴァン・ブレーメンがその役職を引き継いだ際に、組織の成長とそれに伴う運営へのコミットメントの必要性を反映し、事務局長と名前を変更した。それ以来、ローラ・マルティネスが2005年から、ジョン・トラファガンが2010年から、そしてブリギッテ・シテーガが2014年から同役職に就任している。

## 学会 (2005年からの概要）
| 日にち | 題名           | 主題 | 位置 | 基調講演者                                                                    | ノート                                                                |
| ------ | -------------- | --- | --- | ----------------------------------------------------------------------------- | --------------------------------------------------------------------- |
| 2005年 | 第16回JAWS学会 | 「East meets West」［東が西に出会うとき］ | 香港大学 | 大貫恵美子-ティアニー                                                         |                                                                       |
| 2005年 | 第17回JAWS学会 | 「Time and Memory」［時間と記憶］ | ウィーン大学                                                                                                  |                                                                               | 第11回ヨーロッパ日本研究協会（EAJS）学会と共同開催                    |
| 2007年 | 第18回JAWS学会 | 「Japan and Materiality in a Broader Perspective」［広い視野からみる日本とマテリアリティー］ | オスロ大学 | ジョイ・ヘンドリー                                                            |                                                                       |
| 2010年 | 第20回JAWS学会 | 「Religion, Ritual, and Identity in Japan」［日本の宗教、儀式、アイデンティティー］ | テキサス大学オースティン校                                                                                    | デロレスマルティネス                                                          |                                                                       |
| 2011   | 第21回JAWS学会 | 「Beyond Oceans: Re-thinking Japan’s Place in Pacific Anthropology」［海を越えて―太平洋人類学における日本の位置を再考する］                                                                                        | オタゴ大学、ダニーデン                                                                                        |                                                                               |                                                                       |
| 2011   | 第22回JAWS学会 | 「Nostalgia, Memory and Myth-Making in Contemporary Japan」［現代日本における郷愁、記憶、神話づくり］ | エストニアのタリン大学                                                                                        |                                                                               | 第13回EAJSヨーロッパ日本研究協会第5パネル（人類学・社会学）と共同開催 |
| 2013年 | 第23回JAWS学会 | 「Mobility in Japan」［日本のモビリティー］ | ピッツバーグ大学、米国                                                                                        |                                                                               |                                                                       |
| 2014年 | 第24回JAWS学会 | 1. 「Living with Disaster: Comparative Approaches」［災害と共に生きる―比較アプローチ］ 2. 「Mutual Anthropology: A Proposal for Future Equality in the Discipline」［相互人類学―本学問における将来の平等への提案］ | 千葉、日本 | 1. 林勲博士とブリギッテ・シテーガ博士 2. ジョイ・ヘンドリー教授と塩路有子教授 | 国際人類学民族学連合で開催され、日本文化人類学会（JACSA）が主催       |
| 2014年 | 第25回JAWS学会 | 「All for the good life – anthropological and sociological perspectives on happiness in Japan」［すべてはよい人生のために―日本の幸福に関する人類学的及び社会学的視点］                                             | リュブリャナ、スロベニア                                                                                      |                                                                               | 第14回ヨーロッパ日本研究協会第5パネルと共同開催                       |
| 2015年 | 第26回JAWS学会 | 「Technology and Nature in Japan」［日本の技術と自然］ | 1. ボアズィチ大学、イスタンブールトルコ 2. 成城大学、東京 3. ルートヴィヒマクシミリアン大学ミュンヘン、ドイツ |                                                                               |                                                                       |
| 2016年 | 第27回JAWS学会 | 「Ceremony and Ritual in Japan: From Matsuri to Daily Life」［日本のセレモニーと儀式：祭りから日常生活まで］ | 神戸大学、日本                                                                                                |                                                                               | 第2回EAJS日本学会と共同開催                                           |
| 2017年 | 第28回JAWS学会 | | リスボン、ポルトガル                                                                                          |                                                                               | 第15回EAJSヨーロッパ日本研究協会のセクション5aおよび5bと共同開催      |
| 2019年 | 第29回JAWS学会 | 「Networking and Sharing」[交流と共有] | オーフス大学、デンマーク                                                                                      |                                                                               |                                                                       |
| 2021年 | 第30回JAWS学会 | 「Imagining Futures in Contemporary Japan」［現代日本の未来への想像］ | ゲント大学、ベルギー                                                                                          |                                                                               | 第16回EAJSヨーロッパ日本研究協会セクション５aおよび５bと共同開催      |